# Christian (Löwe)
Christian (* 1969; † nach 1973) war ein Löwe, den die Australier John Rendall und Anthony (Ace) Bourke 1969 als Jungtier vom Londoner Warenhaus Harrods kauften. Später wurde er vom Naturschützer George Adamson in die afrikanische Wildnis zurückgebracht. Es war das erste (und bis heute einzige) Mal, dass ein in fünfter Generation in Gefangenschaft geborener Löwe „rehabilitiert“, d. h. ausgewildert werden konnte. Ein Jahr nachdem Adamson den Löwen freigelassen hatte, entschlossen sich seine früheren Besitzer, ihn aufzusuchen, um herauszufinden, ob er sie wiedererkennen würde. Dies war tatsächlich der Fall; die Männer wurden auch von den beiden Löwinnen, die bei Christian waren, nicht angegriffen. 1973 wurde er das letzte Mal gesehen.

## Großbritannien
Christian wurde ursprünglich durch das Kaufhaus Harrods von dem aufgelösten Zoo von Ilfracombe in der Grafschaft Devon erworben. Nachdem der Löwe eines Nachts aus seinem Käfig entkommen war und die Waren in der Teppichabteilung zerstört hatte, wollte man ihn unbedingt verkaufen. Rendall und Bourke erwarben Christian für 250 Guineen., was einer heutigen (2017) Kaufkraft von etwa 4000 Euro entsprechen würde.
Rendall und Bourke kümmerten sich mit ihren Freundinnen Jennifer Mary Taylor und Unity Jones in ihrer Wohnung in London um den Löwen, bis dieser ein Jahr alt war. Als er größer wurde, brachten die Männer Christian in ihre Wohnräume im Keller. Rendall und Bourke erhielten von einem örtlichen Pfarrer die Erlaubnis, mit Christian auf dem Kirchhofsgelände zu trainieren; auch nahmen sie den Löwen zu Tagesausflügen ans Meer mit.
Als Christian weiter wuchs und die Kosten für die Pflege anstiegen, erkannten Rendall und Bourke, dass sie das Tier nicht länger in London behalten konnten. Nachdem Bill Travers und Virginia McKenna – Stars des Films Frei geboren – Christian gesehen hatten, schlugen sie vor, den kenianischen Naturschützer George Adamson um Unterstützung zu bitten. Adamson, der zusammen mit seiner Frau Joy die Löwin Elsa großgezogen und freigelassen hatte, bot an, den Löwen im Gehege des Kora-Nationalparks zu reintegrieren.

## Kenia
Nach dreimonatigen Verhandlungen wurde erreicht, dass Kenia den Import eines lebenden Löwen zuließ. Adamson brachte Christian mit dem älteren Löwen Boy zusammen, der in dem Film Born Free sowie in dem Dokumentarfilm The Lions are Free zu sehen war. Des Weiteren wurde die junge Löwin Katarina in das Rudel aufgenommen. Katarina wurde vermutlich an einer Wasserstelle von einem Krokodil angegriffen und verschlungen; ein weiteres Weibchen wurde von wilden Löwen getötet, und Boy wurde nach einer schweren Verletzung so aggressiv, dass er von Adamson erschossen werden musste, als er einen Wärter angriff und tödlich verletzte. Lediglich Christian überlebte. Im Laufe eines Jahres konnte sich Christian als Rudelführer und Nachfolger von Boy behaupten.
Nachdem Rendall und Bourke durch Adamson von dem erfolgreichen Auswildern erfahren hatten, reisten sie nach Kenia. Sie wurden dort für den Dokumentarfilm Christian, the Lion at World’s End (in den USA „Christian the lion“) gefilmt. Ein weiteres Treffen gab es 1972 (nach einigen Zeitungsberichten 1974, nach George Adamson 1973). Zu diesem Zeitpunkt konnte Christian erfolgreich sein Rudel verteidigen und hatte inzwischen auch eigene Nachkommen.
Nach dem letzten Treffen wurde Christian nicht mehr gesehen.

## Medienecho
Ein Video des Treffens 1971, das aus dem Dokumentarfilm stammt, wurde erstmals 2002 auf einer Fan-Website und später auf YouTube veröffentlicht. Bis zum Juli 2009 wurde das in mehreren Versionen hochgeladene Video 15-Millionen Mal angesehen. Verschiedene Medien haben seitdem Rendall und Bourke aufgesucht, um sie über ihre heutige Sicht zu den Ereignissen zu befragen.
Im September 2008 kündigten Sony Pictures an, dass sie an den Filmrechten der Geschichte des Lebens von Christian interessiert seien.
2010 erschien das Kinderbuch Christian, the hugging lion von Justin Richardson und Peter Parnell mit Zeichnungen von Amy June Bates. Das Buch war in der Endrunde Lambda Literary Award in der Kategorie des Children’s/Young Adults Fiction nominiert.

## Dokumentarfilme
- Christian der Löwe (Original: The Lion at World's End), Regie Bill Travers, UK 1971 (IMDB-Link)